# گریس کولیج
گریس کولیج (انگلیسی: Grace Coolidge؛ ۳ ژانویهٔ ۱۸۷۹ – ۸ ژوئیهٔ ۱۹۵۷) همسر کالوین کولیج، سی مین رئیس‌جمهور ایالات متحده آمریکا و بانوی اول ایالات متحده بین سال‌های ۱۹۲۳ تا ۱۹۲۹ بود.